# Sarıçökek, Kaynaşlı
Sarıçökek là một xã thuộc huyện Kaynaşlı, tỉnh Düzce, Thổ Nhĩ Kỳ. Dân số thời điểm năm 2010 là 868 người.